# Janusz Opryński
Janusz Bogdan Opryński (ur. 9 października 1953 w Lublinie) – polski reżyser teatralny, menedżer kultury, autor adaptacji, dyrektor Festiwalu Konfrontacje Teatralne i zastępca dyrektora Centrum Kultury w Lublinie do spraw artystycznych, kierownik artystyczny Teatru Provisorium.

## Życiorys
Opryński ukończył VIII Liceum Ogólnokształcące w Lublinie przy ulicy Podwale. Dzięki nauczycielce języka polskiego w liceum zaczęło się jego zainteresowanie teatrem oraz wielką literaturą, tam także spotkał późniejszego aktora w Teatrze Provisorium, Jacka Brzezińskiego. Studiował polonistykę (w latach 1972–1976) na Uniwersytecie Marii Curie-Skłodowskiej w Lublinie.
Na czwartym roku studiów trafił do już istniejącego i działającego w Akademickim Centrum Kultury „Chatka Żaka” Teatru Provisorium. Szybko zyskał wyraźną pozycję w zespole. Jego debiutem reżyserskim w zespole był „W połowie drogi” (premiera – marzec 1976) oparty na Ferdydurke Witolda Gombrowicza. Kolejną premierą był spektakl „Nasza niedziela” (premiera – styczeń 1978), który został zablokowany przez cenzurę. W okresie premiery „Naszej niedzieli” nawiązał się kontakt oraz artystyczną przyjaźń z zespołem Teatru Ósmego Dnia.
W listopadzie 1979, podczas Forum Młodego Teatru w Toruniu Opryński ogłosił swoje „22 tezy do przemyślenia”, które zostały opublikowane przez organizatorów w okolicznościowym biuletynie, a po latach przedrukowane w tomie Teatr Provisorium (Lublin 1991).
Kolejne spektakle wyreżyserowane w Teatrze Provisorium to „Nie nam lecieć na wyspy szczęśliwe” (wrzesień 1979); „Pusta estrada” (maj 1981); „Wspomnienia z domu umarłych” (czerwiec 1983); „Pieśni przeklęte” (sierpień 1984); „Dziedzictwo” (grudzień 1985); „Ogrody” (czerwiec 1990); „Z nieba przez świat do samych piekieł” (maj 1992); „Współczucie” (sierpień 1993).
W 1991 roku w Moguncji Teatr Provisorium wraz z Teatrem Ósmego Dnia zaprezentowało widowisko plenerowe „Wschód”. Od 1995 pełni obowiązki zastępca dyrektora Centrum Kultury w Lublinie do spraw artystycznych. 
W 1996, wraz z innymi przedstawicielami lubelskiego środowiska teatralnego związanego wcześniej z ideą „Konfrontacji Młodego Teatru” – Leszkiem Mądzikiem, Włodzimierzem Staniewskim i Tomaszem Pietrasiewiczem – powołał do życia Festiwal „Konfrontacje Teatralne”. Pierwotnie artyści tworzyli Radę Programową, obecnie Opryński pełni rolę dyrektora artystycznego.
W roku 1996 Teatr Provisorium nawiązał współpracę z Kompanią „Teatr”, od tego czasu zespoły realizowały spektakle wspólnie aż do 2008 roku, a Opryński reżyserował je wraz z Witoldem Mazurkiewiczem. Pierwszym zrealizowanym wspólnie spektaklem był „Koniec wieku” (premiera 1996). Kolejny spektakl, „Ferdydurke” wg Witolda Gombrowicza (premiera październik 1998), przyniósł twórcom największy rozgłos. Za spektakl otrzymali siedemnaście nagród na międzynarodowych festiwalach i przeglądach teatralnych. Kolejne spektakle zrealizowane wspólnie z Kompanią „Teatr” to: „Sceny z życia Mitteleuropy” (2001), „Do piachu” (luty 2003) „Trans-atlantyk” (październik 2004) oraz „Homo Polonicus” (marzec 2008).
W 2007 roku nawiązał współpracę z Fundacją Kresy 2000, gdzie wyreżyserował spektakl „Klątwa” wg Stanisława Wyspiańskiego. Równolegle z pracą teatralną od 2009 realizował projekt „Jak żyć” - cykl spotkań z filozofami i  intelektualistami. Ważną ich częścią był cykl wykładów Cezarego Wodzińskiego „Próby z Dostojewskim”, podczas których prezentowano fragmenty nowego tłumaczenia „Braci Karamazow”, na podstawie którego Opryński przygotował adaptację do swojego spektaklu.
W roku 2010 Janusz Opryński, Witold Mazurkiewicz, Jacek Brzeziński, Jarosław Tomica i Michał Zgiet zostali uhonorowani Nagrodą Ministra Kultury za zasługi dla polskiej kultury. W sierpniu 2010 był odpowiedzialny za reżyserię całonocnego czytania powieści Isaaca Bashevisa Singera „Sztukmistrz z Lublina”, które odbyło się na dziedzińcu Archiwum Państwowego w Lublinie.
W czerwcu 2011 odbyła się premiera spektaklu „Bracia Karamazow”, ponownie samodzielnie jako Teatr Provosirum. Spektakl został uznany za jedno z najważniejszych wydarzeń teatralnych w sezonie 2010/2011, zdobywając szereg nagród. Przyniósł Opryńskiemu wiele wyróżnień indywidualnych w skali lokalnej (Nagroda Ambasadora Województwa Lubelskiego) i ogólnokrajowej: TVP KULTURA obdarzyła go laurem „Gwarancji Kultury” 2012, miesięcznik „Teatr” przyznał mu Nagrodę im. Konrada Swinarskiego za sezon 2010/2011.
Członek Rady Kultury Miasta Lublin od momentu jej powstania w 2012.
W marcu 2013 był odpowiedzialny za konsultację reżyserską koncertu Teatru Starego w Lublinie „Wieczorem”. We wrześniu 2013 odbyła się premiera spektaklu „Lód” Teatru według powieści Jacka Dukaja, a w lutym 2016 premiera spektaklu „Punkt Zero: Łaskawe” na podstawie fragmentów powieści Jonathana Littella Łaskawe oraz nielicznych cytatów z dwóch powieści Wasilija Grossmana Życie i los i Wszystko płynie.

## Najważniejsze inscenizacje
- W połowie drogi w oparciu o Ferdydurke Witolda Gombrowicza;
- Nasza niedziela (1978);
- Nie nam lecieć na wyspy szczęśliwe (1979);
- Pusta estrada (1981);
- Wspomnienia z domu umarłych (1983) w oparciu o wspomnienia Gustawa Herlinga-Grudzińskiego Inny świat;
- Pieśni przeklęte (1984);
- Dziedzictwo (1985);
- Ogrody (1990);
- Wschód (1991);
- Z nieba przez świat do samych piekieł (1992);
- Współczucie (1993);
- Tańcz póki możesz (1994) Teatr Ósmego Dnia – konsultacja reżyserska;
- Koniec wieku według Dżumy Camusa (1996);
- Ferdydurke (1998);
- Sceny z życia Mitteleuropy na podstawie Niepokojów wychowanka Törlessa Roberta Musila (2001);
- Do piachu według Tadeusza Różewicza (2003);
- Portiernia (2004) Teatr Ósmego Dnia – konsultacja reżyserska;
- Trans-atlantyk w oparciu o powieść Witolda Gombrowicza (2004);
- Klątwa według Stanisława Wyspiańskiego (2007);
- Homo Polonicus Krystiana Piwowarskiego (2008);
- Sztukmistrz z Lublina czytanie tekstu Isaaca Bashevisa Singera (2010);
- Bracia Karamazow w oparciu o powieść Fiodora Dostojewskiego (2011);
- Wieczorem (2013) Teatr Stary w Lublinie – konsultacja reżyserska;
- Lód w oparciu o powieść Jacka Dukaja (2013);
- Punkt Zero: Łaskawe w oparciu o powieść Jonathana Littella Łaskawe (2016);

## Najważniejsze nagrody i odznaczenia
- Nagroda Prezydenta Miasta Lublin w dziedzinie kultury za 1996;
- Nagroda Artystyczna Miasta Lublin za 1998;
- Nagroda im. Stanisława Ignacego Witkiewicza z Teatrem Provisorium, przyznana przez Sekcję Krytyków Teatralnych Polskiego Ośrodka Międzynarodowego Instytutu Teatralnego za rok 2002[7]
- Srebrny Medal „Zasłużony Kulturze Gloria Artis” (2005)[8]
- Nagroda Ministra Kultury za zasługi dla polskiej kultury 2010;
- Nagroda Ambasadora Województwa Lubelskiego 2010;
- Nagroda im. Konrada Swinarskiego za sezon 2010/2011 w kategorii Teatr – nagroda przyznawana przez miesięcznik „Teatr”[9];
- Nagroda TVP Kultura – „Gwarancja Kultury 2012” w dziedzinie Teatr;
- Złoty Medal „Zasłużony Kulturze – Gloria Artis” z okazji 40. lecia pracy artystycznej (2016);
- Nagroda Okolicznościowa Prezydenta Miasta Lublin  z okazji 40. lecia pracy artystycznej (2016)